# Абсурдное природоведение
Абсурдное природоведение (англ. Look Around You) — британское англоязычное комедийное сатирическое шоу. Первый сезон (девять 10-минутных серий) впервые был показан на канале BBC Two в 2002 году, второй сезон (шесть получасовых серий) — в 2005.

## Описание
Шоу пародирует научно-популярные, учебно-познавательные программы для старшеклассников в том стиле, в котором они снимались в конце 70-х — начале 80-х годов, в частности, первый сезон пародирует цикл ITV Schools, второй — Tomorrow's World. Создатели тщательно отнеслись к тому, чтобы цветовая гамма картинки и звуковой ряд соответствовали годам, которые они пародируют. Каждый эпизод посвящён какому-либо химическому элементу (веществу), научной дисциплине, культурно-социальному явлению и т. п.

## Эпизоды и особенности сезонов

### Сезон 1
Присутствует рассказчик за кадром (Найджел Ламберт).
В течение всех эпизодов прослеживаются схожие юмористически-сатирические решения: на все объекты опытов наклеиваются бирки (будь то фен, магнит, или что-либо другое, не требующее особого пояснения); для указывания на что угодно используется остро заточенный карандаш (даже для указания на другой точно такой же карандаш); игра слов (микробы появились из Германии — germs→Germany) и многие другие.
Каждый эпизод заканчивается анонсом следующей серии, который никогда не совпадает с реальностью:
1. Кальций — «в следующем выпуске мы расскажем вам о шампанском»
2. Математика — «… о косметике»
3. Вода — «… о динамите»
4. Микроорганизмы — «… о цветах»
5. Привидения — «… об автостопе»
6. Сера — «… об итальянцах»
7. Музыка — «… о регги»
8. Железо — «… о романтике»
9. Мозг —

На дополнительных материалах DVD-выпуска также присутствуют две фразы, не выходившие в эфир: «… о крови» и «… о высшей математике».

### Сезон 2
В качестве рассказчика за кадром выступил сам автор шоу Питер Серафинович. Впрочем, он всего лишь произносит пару вступительных предложений в самом начале каждого эпизода.
К двум главным героям добавляются ещё двое: Оливия Колман и Джози Д’Эрби. Основное действие переносится в студию, где эти четверо встречаются и общаются с учёными, изобретателями и др.
Из повторяющихся шуток можно выделить активное употребление героями слов-бумажников.
«Анонсов» следующих серий нет:
1. Музыка-2000
2. Здоровье
3. Спорт
4. Пища
5. Компьютеры
6. Финал шоу «Изобретение года» в прямом эфире

## Приглашённые знаменитости
В первом сезоне шоу приглашённых знаменитостей не было, за исключением шестого эпизода, в котором Пол Патнер сыграл роль Лена Паундса, а во втором они появляются по несколько человек в каждом эпизоде:
Эпизод 1
- Кевин Элдон — в роли Тони Радда, школьного учителя, участника конкурса «Музыка-2000», представляющего песню «Мачадайню»
- Гарри Энфилд — в роли призрака Чайковского, судьи «Музыки-2000»
- Санджив Коли — в роли Синтезатора Патела, изобретателя синтезатора Easitone 'Play-In-A-Day' 50
- Майкл Стивенс — в роли сэра Алана Риза, председателя «Королевской ассоциации поп- и рок-музыки»
- Марк Хип — в роли Леонарда Хатреда, изобретателя «Псишины» — спрея «Ушная жидкая кожа», защищающего от шума

Эпизод 2
- Бенедикт Вонг — в роли Доктора Франклина Фу, пластического хирурга, одного из создателей «Медибота», озвучивание «Медибота»
- Мэттью Лукас — в роли голоса Доктора Филипа Лавендера, страдающего от болезни Geodermic Granititis (окаменение), изобретателя лекарства от неё
- Саймон Пегг — в роли мужчины с плохими зубами в рекламном ролике зубной пасты «Дженни»
- Джеоффри Макгиверн — в роли учителя во сне профессора Кита Крэвена
- Питер Бейнхэм — в роли добровольца из Национального центра изучения сна (в титрах не указан)

Эпизод 3
- Сара Александер — в роли Рос Лэм, «Саутпортского воробья», чемпионки мира по бегу на 400 000 метров (благодаря приёму допинга может развивать скорость до 5600 км/ч). Сара — жена создателя шоу Питера Серафиновича
- Грэхэм Линехен — в роли Рона Лэма, тренера и мужа Рос Лэм (в титрах не указан). Грэхэм — шурин Серафиновича
- Эдгар Райт — в роли Эдди Йорка, главного технического специалиста шоу (в титрах не указан)
- Эндрю Бёрт — в роли Себастьяна Джексона и двух его клонов: Провастиана и Нинастиана, изобретателей новых видов футбола
- Пол Бирхард — в роли Скота Нолана, американского изобретателя «гонниса» (гольф+теннис)
- Адам Бакстон — в роли судьи в «гоннисе», друга Нолана

Эпизод 4
- Росс Ли — в роли Энди Гоу, человека на диете, лица диетического молочного коктейля «Слимби»
- Пол Патнер — в роли Клайва Паундса, служащего компании Big 'C' — The Casserole People (автоматическая выдача фастфуда)
- Ричард Лиф — в роли астронавта в фильме «Сцены из мира будущего»

Эпизод 5
- Саймон Пегг — в роли короля Генри
- Дэвид Уолльямс — голос «Борнмаута», самого совершенного компьютера Великобритании
- Пол Джеррико — в роли Компьютера Джоунса, изобретателя «Борнмаута»
- Алекс Лоув — в роли Ли Гритиффсса, владельца компании Grithiffths Game Megamart
- Белинда Стюарт-Уилсон — в роли Патриции, изобретательницы первого компьютера для женщин Petticoat 5
- Эдгар Райт — в роли Эдди Йорка, главного технического специалиста шоу

Эпизод 6
Поскольку эпизод посвящён вручению награды «Изобретение года», в серии вновь появляются многие учёные и изобретатели из предыдущих эпизодов, сыгранные теми же актёрами. Кроме того:
- Дэвид Митчелл — в роли Пэта Тейлора, изобретателя машины для смены пола Sexmachange
- Райан Картрайт — в роли Сэма Макнамары, ассистента Тейлора
- Кэвэн Клеркин — в роли Адама Сэндвича, чемпиона Великобритании по счёту задом наперёд
- Ник Фрост — в роли человека, несущего плакат HOT JON

## Интересные факты
- Несмотря на то, что шоу пользовалось неплохим успехом у зрителей, создатели отказались от съёмок третьего сезона, заявив, что решили заняться другим проектом[3].
- В 2003 и в 2006 годах шоу номинировалось на три различные награды, и выиграло одну из них.[4]
- Премьерный показ в разных странах:
  - Великобритания — 10 октября 2002[5]
  - США — начало 2005
  - Дания — 11 мая 2007[5]
  - Россия — весна 2010 (2x2)